# Maria Marín
Maria Marín (San Fernando?, Cadis ca. 1860 - Barcelona, 14 de febrer de 1929) fou una mestra racionalista.

## Biografia
Maria Marín era originària de San Fernando, a Cadis. Sembla que era de classe mitjana, ja que la seva formació és la de llevadora. Molt aviat va morir el seu pare i va quedar sola amb la mare pel que decideixen passar a residir a Barcelona per poder treballar en millors condicions. D'aquests anys a Cadis ja s'inclina cap a les idees republicanes i emancipadores que engrandirà a la seva arribada a Catalunya. La mare va morir a Barcelona, on Maria treballava per a totes dues. Aviat es va posar a escriure regularment per a revistes i periòdics progressistes i, segons la seva semblança d'El Ateo, va ser, fins i tot, la directora d'algun en els anys gaditans.
De Cadis va passar a València on la va acollir Blasco Ibáñez, ja que començava a ser perseguida per les seves idees. Allà va col·laborar en el periòdic El Pueblo i va teixir un cercle d'amistats entre les que es comptava la propagandista laica Elena Just, que serà la mare del diputat i redactor republicà.
En aquells anys va ser professora d'una escola racionalista fundada i subvencionada per Félix Azati. També va començar a fer conferències i col·laboracions amb els centres obrers progressistes de la regió. Una altra volta se sent amenaçada pels reaccionaris i ara decideix marxar a Barcelona, ja que han donat mort al seu amic Cayetano Ripoll.
En arribar a Barcelona s'afilia al partit Radical de Lerroux i torna a treballar de professora racionalista en diverses escoles obreres de Barcelona, com la Casa del Pueblo del Barri de Pekín (un barri del Poble Nou on hi ha barraques) i la del Districte V, és a dir l'actual Raval. Aquesta militància en els barris més extrems, i més pobres de la ciutat, en els quals s'assenta la majoria de la població immigrant la faran enormement popular i mostra el seu grau de compromís laic i racionalista. Anys més tard, regentarà una escola al seu domicili del carrer de l'Om, ajudada sempre pels seus amics republicans, i com no de les seves amigues, totes mestres i progressistes: Francisca Manajas, Ángeles López de Ayala, Teresa Claramunt, Dolors Zea, Feliciana Rovira, Belén Sàrraga de Ferrero i Adelina Civil. A Barcelona va tornar a col·laborar a la premsa i destaquem treballs a El Diluvio, o al Progreso dels republicans radicals i també al feminista El Gladiador. També va deixar escrites diverses obres de teatre.
Durant els seus darrers anys, que coincideixen amb la dictadura de Primo de Rivera, amb una greu repressió en contra de les escoles laiques i racionalistes, va veure molt minvats els ingressos econòmics i va malviure en el seu piset del carrer Nou de la Rambla on va morir. Va passar algunes temporades de la seva vida acollida a casa de la família Ratés de Rubí, on va freqüentar l'amistat d'altres radicals lliurepensadors com el reusenc Cristóbal Litrán.
També va fer diverses gires de propaganda laica i anticlerical per Catalunya, amb Ginés Bernades, militant del partit republicà radical i també redactor de diverses publicacions.
Mare soltera, el seu fill, Lluís, va portar el seu cognom.
Va ser enterrada civilment, com era la seva voluntat, i les restes –a causa de la seva pobresa– reposen en la fosa comuna del cementiri de Montjuïc.